# Protaetia talicici
Protaetia talicici är en skalbaggsart som beskrevs av Arnaud 2000. Protaetia talicici ingår i släktet Protaetia och familjen Cetoniidae. Inga underarter finns listade i Catalogue of Life.